# Малгобек
Малгобе́к (ингуш. МагӀалбике) — город воинской славы в Республике Ингушетия Российской Федерации. Административный центр Малгобекского муниципального района, в состав которого не входит. Город республиканского значения, образующий одноимённый городской округ.

## Название
Топоним «Малгобек» считается первичным для западной части Терского хребта и выводится, по одной из версий, из кабардинского языка, где кабард.-черк. Мэлгъэбэг — составное слово, состоящее из мэл — «овца», префикса каузатива гъэ- и корня глагола бэг — «опухнуть» (в значении «опухнуть от отравы»). По другой версии название города происходит от наименования урочища Магиал-Бек, на месте которого возник город. С ингушского этот топоним переводится как «верховный начальник войска» и возводится к титулу былого владельца этих земель. В ингушско-русском словаре 1927 года Moghilbike — местность около Моздока.

## География
Расположен в Алханчуртской долине, у южного склона Терского хребта, в 40 км (по прямой) от столицы республики — города Магас. Малгобек находится в самой западной части долины, к западу от города она сужается, теснимая с севера Терским хребтом, а с юга — Сунженским хребтом и одним из его отрогов (гора Арик-Папца, 510,9 м), в сторону села Нижний Курп (Кабардино-Балкария), где она замыкается долиной реки Курп, протянувшейся в меридиональном направлении с юга на север. В нескольких километрах южнее Малгобека, находящегося у северной границы долины, возвышается Сунженский хребет. К востоку Алханчуртская долина расширяется. Вдоль юго-восточной границы города протекает канал Западная ветвь Алханчуртского канала, который берёт своё начало из Алханчуртского канала в районе села Нижние Ачалуки, затем заходит далеко на северо-запад к Малгобеку, а затем устремляется на восток, к устью долины.
К территории города (и соответствующего городского округа) относятся не только сам Малгобек, но и все окрестные нефтедобывающие посёлки и участки Малгобек-Горского нефтяного месторождения, расположенные на гребне Терского хребта к северу, северо-востоку и северо-западу от города. В числе этих посёлков:
- посёлок 5-й Городок
- железнодорожный разъезд Бековичи I-ые
- железнодорожный разъезд Бековичи II-ые
- участок имени Горького
- участок Западный
- участок имени Коста Хетагурова
- посёлок Красная Горка
- участок имени Кутузова
- участок имени Лермонтова
- железнодорожный разъезд Новая
- участок Победа
- село Старый Малгобек
- участок Тракторный
- участок имени Чапаева
- участок имени Шерипова[2]

В ходе активизации оползневых процессов в окрестностях Малгобека, вызванных выработкой имеющихся нефтяных месторождений, бывшие добывающие посёлки и участки оказались в оползневой зоне, в связи с чем сегодня ведётся переселение жителей на новые территории. Ранее самыми крупными из них являлись участок Победа (1200 чел.), село Старый Малгобек (850 чел.), участок имени Чапаева (520 чел.) — по состоянию на 1988 год.
Ближайшие населённые пункты: на юге — село Сагопши (фактически смыкается с Малгобеком) и село Пседах, на юго-западе — село Инарки, на северо-западе — село Нижний Курп (Кабардино-Балкария), на севере, уже за Терским хребтом — село Вежарий, на северо-востоке, на гребне и склонах хребта — сёла Малый Малгобек и Предгорное (Северная Осетия), станица Вознесенская, на востоке — село Южное, на юго-востоке — сёла Зязиков-Юрт, Нижние Ачалуки, Новый Редант.

## История
Возник как селение Вознесенское в связи с открытием в 1933 году месторождения нефти на месте чеченских хуторов Малгобек-Балка и Чечен-Балка.
В 1934 году постановлением ВЦИК селение Вознесенка Вознесенского сельсовета Сунженского района Чечено-Ингушской АО преобразовано в рабочий посёлок Малгобек. Указом Верховного Совета РСФСР от 27 августа 1939 года посёлок преобразован в город. Возникновение и быстрый рост посёлка, а затем города связаны с разработкой Малгобек-Горского нефтяного месторождения.

### Великая Отечественная война

Район Малгобека. Бой автоматчиков морской пехоты. Август 1942 года

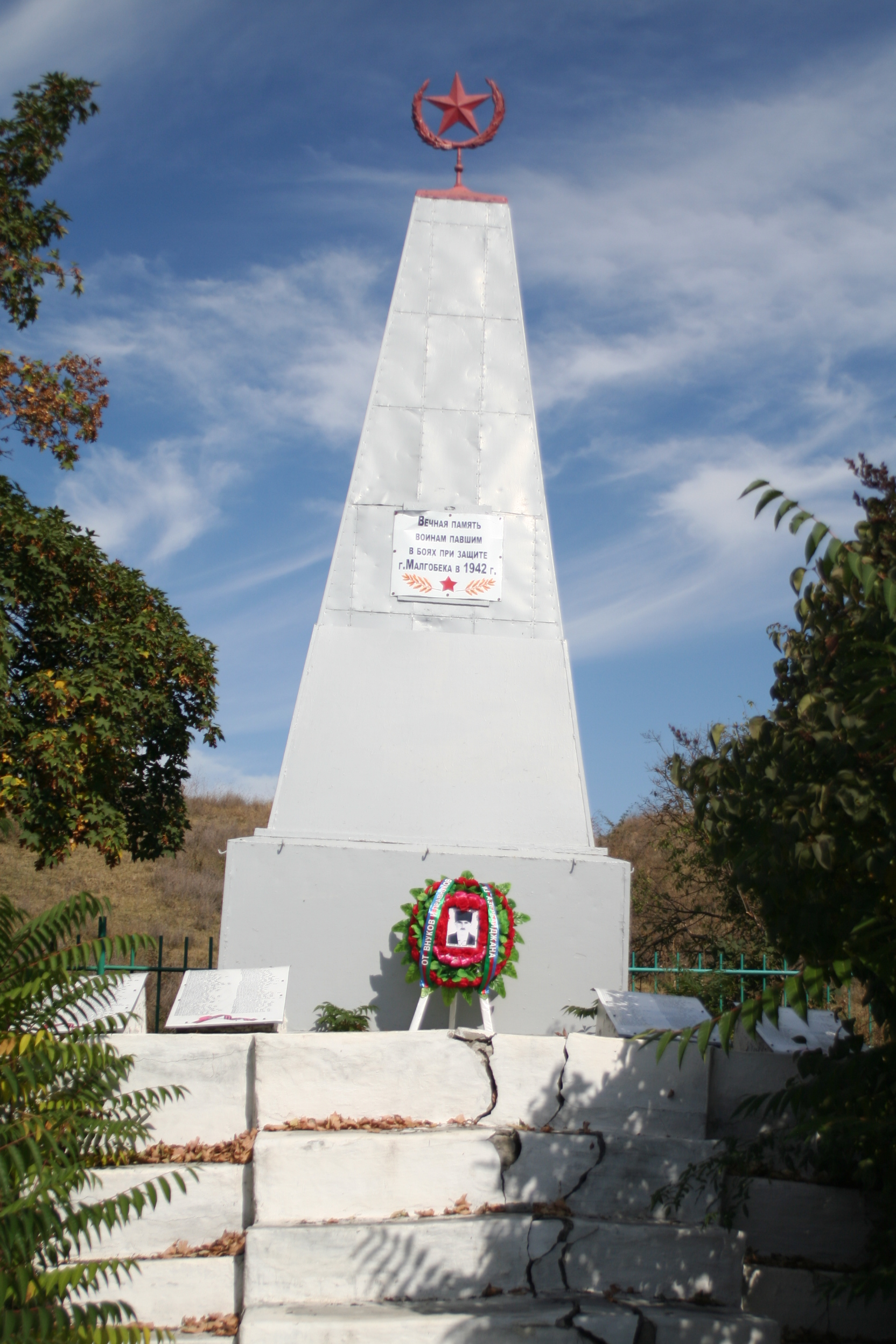
Братская могила воинов, погибших в боях у Малгобека с сентября по декабрь 1942 года. Старая часть Малгобека (между участками имени Кутузова и Чапаева, недалеко от Малого Малгобека)

Героические страницы истории Малгобека связаны с периодом Великой Отечественной войны.
Одной из главных целей наступления немецких войск на Кавказ в 1942 году являлось овладение основными районами добычи нефти в СССР — Грозным и Баку. Поэтому после выхода немцев на рубеж Терека в районе Моздока и Прохладного в августе направление на Малгобек стало одним из приоритетных для дальнейшего наступления. Малгобек — центр крупного нефтеносного района (первые нефтяные месторождения на Северном Кавказе были захвачены в начале августа, когда противник занял Майкоп). Кроме того, взятие Малгобека открывало для немцев доступ в Алханчуртскую долину, по которой можно было развить наступление дальше на юго-восток, на Грозный.
В начале сентября немецкая 1-я танковая армия приступила к форсированию Терека в районе Моздока. Тяжёлые оборонительные бои, которые вела с немцами на этом направлении советская 9-я армия (11-й гвардейский стрелковый корпус и другие соединения), составляют Моздок-Малгобекскую оборонительную операцию, которая длилась с 1 сентября по 28 сентября 1942 года. Несмотря на яростные контратаки советских войск, соединениям 1-й танковой армии удалось создать 2 плацдарма на южном берегу Терека — в районе Моздока (хутор Предмостный) и в районе села Кизляр. Расширяя их, немцы 12 сентября заняли село Малгобек (называемое также Малгобек-2-й, Малгобек западный), которое ныне находится на территории Северной Осетии, в северо-западном направлении от города Малгобек, и не имеет отношения к городу в Ингушетии. Однако из-за одинаковых названий часто именно дата 12 сентября ошибочно называется началом оккупации города. В районе села Малгобек оборонялась 37-я армия Северной группы Закавказского фронта, тогда как направление на малгобекские нефтепромыслы с севера прикрывала, как уже было сказано, 9-я армия, располагавшаяся восточнее 37-й.
Немецкое наступление на город Малгобек (называемый также Малгобек восточный) началось лишь 26 сентября с запада, из района истоков Алханчуртской долины, а также с севера, через гребень Терского хребта. Однако первоначальные попытки прорваться в долину, взяв Пседах, Сагопши и Малгобек, не имели успеха. Лишь 5 октября силам 52-го армейского корпуса 1-й танковой армии (111-я пехотная дивизия) и 5-й танковой дивизии СС «Викинг» удалось ворваться в западную часть Малгобека. С советской стороны в районе города оборонялись 5-я гвардейская танковая бригада, 52-я танковая бригада, 9-я стрелковая бригада, 57-я стрелковая бригада, 59-я стрелковая бригада и другие соединения. К 19 октября фронт стабилизировался, хотя бои местного значения продолжались и позднее.
Полностью захватить малгобекские нефтяные промыслы противник в ходе осенних боёв 1942 года так и не смог (их восточная часть осталась за советскими войсками). 57-я стрелковая бригада за оборонительные бои в районе Малгобека и попытки контратаковать противника с целью освободить город в октябре 1942 года была награждена впоследствии Орденом Красного Знамени.
С ноября 1942 года рубежи обороны в районе Малгобека, на Тереке, на подступах к Моздоку занимают 58-я армия (271-я стрелковая дивизия и другие части) и 44-й армия (223-я, 416-я стрелковые дивизии, другие соединения). В начале января 1943 года, после катастрофического поражения немцев под Сталинградом, началось наступление Закавказского фронта, в надежде упредить отступление немецких войск, опасавшихся окружения на Кавказе. 3 января 1943 года силами 58-й и 44-й армий район Малгобека и Моздока был освобождён.

### Послевоенный период
В 1944 году, после выселения чеченцев и ингушей, Малгобек был передан в состав Северо-Осетинской АССР и оставался там до 1957 года, когда был возвращён в состав восстановленной Чечено-Ингушской АССР. Также город получил статус города республиканского подчинения.
В советский период основой экономики Малгобека оставалась добыча нефти. Имелся кирпичный завод, а также предприятия пищевой промышленности. Население города росло до 1970-х годов, оставаясь затем до начала 1990-х приблизительно на одном уровне. В то же время, постепенно менялся этнический состав населения. Практически с момента основания города число русских уменьшалось, а число ингушей — росло.
С 1992 года, после разделения Чечено-Ингушской АССР, Малгобек находится в составе Ингушетии. В 2000-е и 2010-е годы в городе, как и в целом по Ингушетии, отмечена активность исламистского бандподполья, действующего на Северном Кавказе. В городе неоднократно совершались нападения на сотрудников правоохранительных органов, совершались террористические акты, проводились спецоперации против боевиков.
8 октября 2007 года в память о мужестве, стойкости, героизме, проявленных защитниками города в годы Великой Отечественной войны, Указом Президента Российской Федерации Малгобеку присвоено почётное звание Российской Федерации «Город воинской славы». 9 мая 2010 года в городе торжественно была открыта стела «Город воинской славы», которая сразу же стала одним из символов Малгобека. Ещё до её официального открытия, в январе 2010 года, был изменён герб города — его центральным элементом стала памятная стела. В 2010 году был выпущен почтовый блок, посвящённый Малгобеку и другим Городам воинской славы. В 2011 году в серии монет «Города воинской славы» вышла памятная монета, посвящённая Малгобеку.

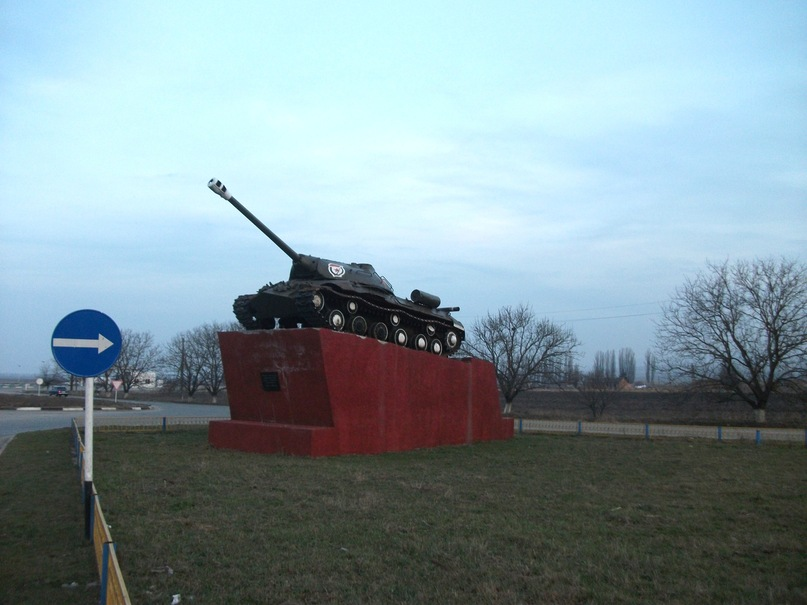
Танк ИС-3 — памятник воинам 52-й танковой бригады, защитникам города Малгобека (1942—1943 годы). 2011 год.
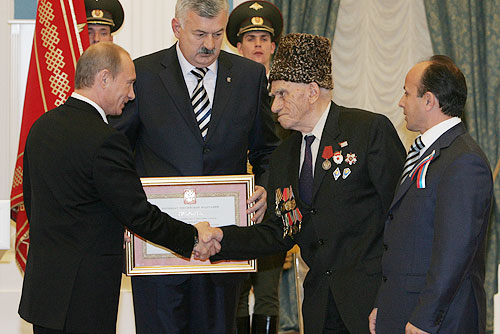
Вручение В. В. Путиным грамоты о присвоении звания «Город воинской славы» мэру города М. А. Алиханову (в центре). 7 ноября 2007 года.
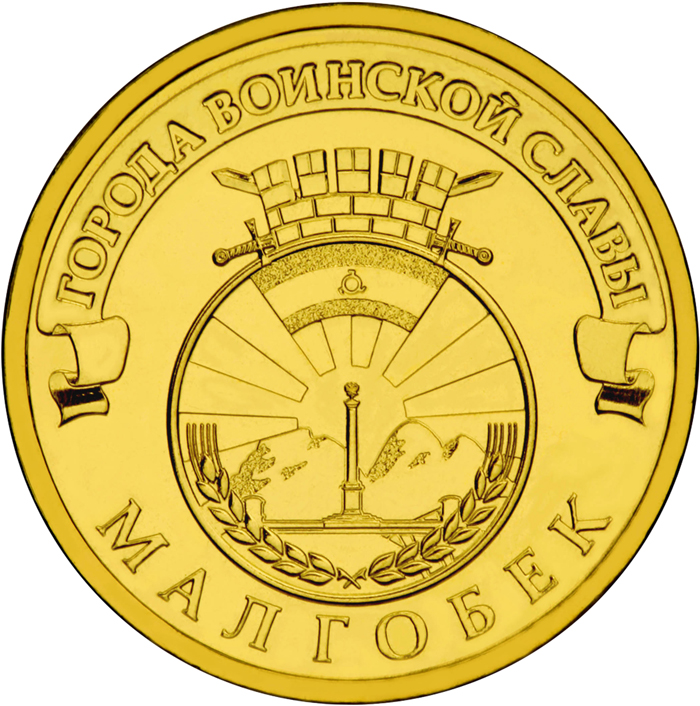
Памятная монета, посвящённая Городу воинской славы Малгобеку. 2011 год.
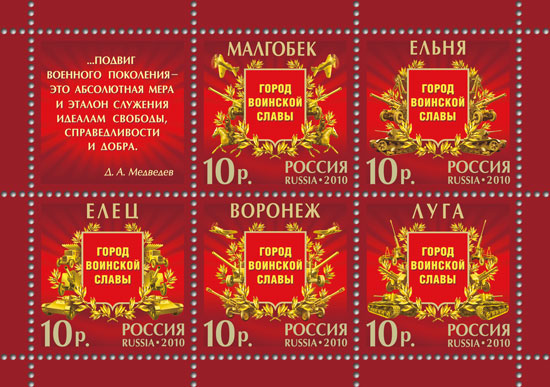
Серия почтовых марок, посвящённых Городам воинской славы: Малгобеку, Ельне, Ельцу, Воронежу, Луге. 2010 год.
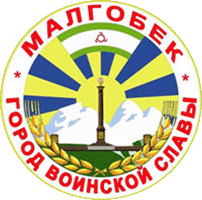
Герб Малгобека в 2010—2013 годах.

5 ноября 2013 года в память о воинах 9-й стрелковой бригады, 223-й и 416-й стрелковых дивизий 44-й армии, сформированных в Азербайджанской ССР и воевавших в 1942—1943 годах в районе Малгобека, в городе была открыта Аллея имени президента Азербайджана Гейдара Алиева, которая символизирует дружбу и единство народов России и Азербайджана. На аллее установлен памятный знак с изображением Гейдара Алиева. В тот же день в Малгобеке был открыт бюст Алексея Береста — одного из участников водружения Знамени Победы над зданием Рейхстага.
10 мая 2015 года город воинской славы Малгобек и белорусский город Брест стали городами-побратимами.

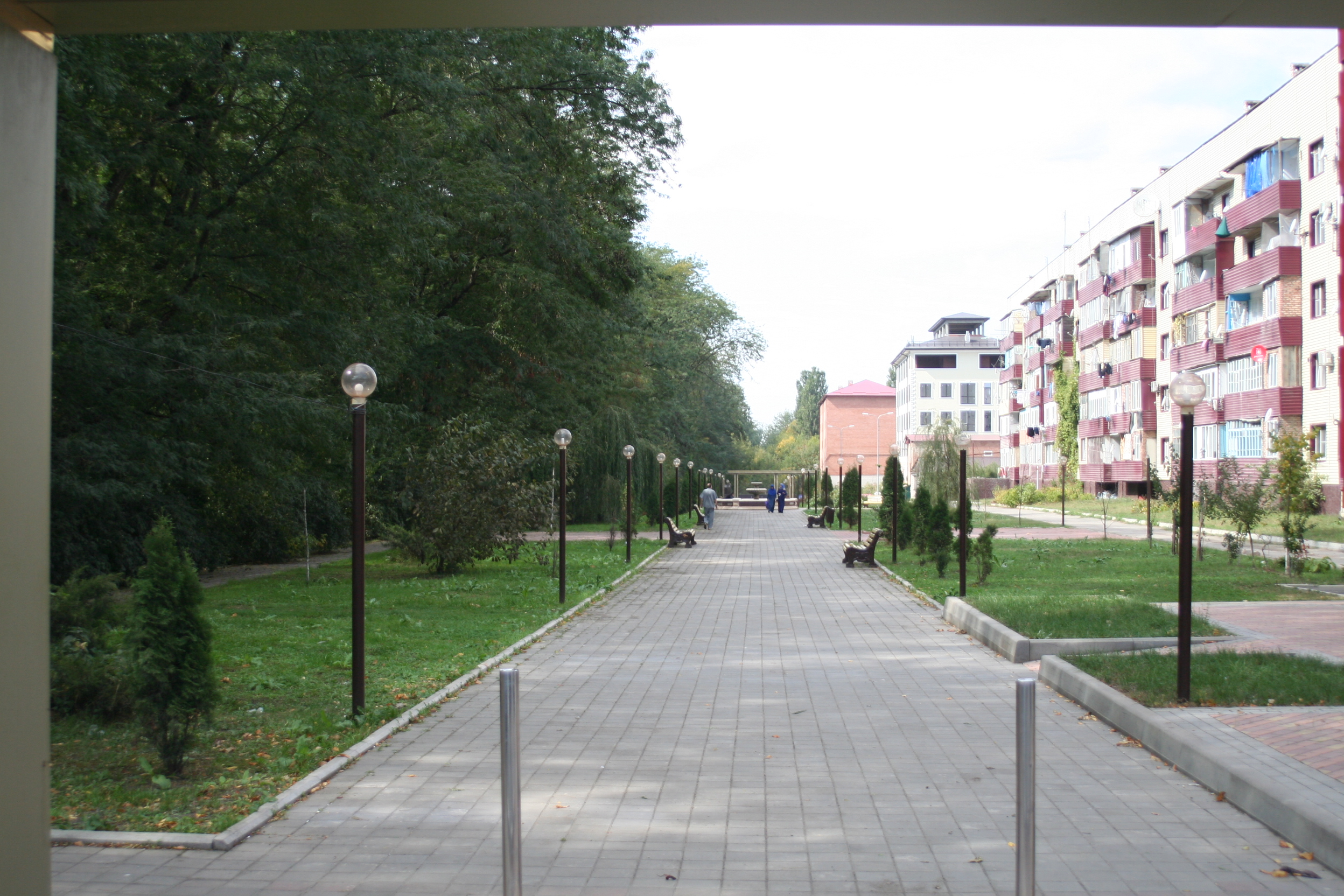
Аллея Гейдара Алиева в Малгобеке.
Памятная доска на аллее Гейдара Алиева в Малгобеке.

## Население
| 1939    | 1959    | 1967    | 1970    | 1979    | 1989    | 1992    | 1996    | 1998    |
| ------- | ------- | ------- | ------- | ------- | ------- | ------- | ------- | ------- |
| 12 419  | ↗13 949 | ↗18 000 | ↗20 548 | ↗20 563 | ↘20 364 | ↗20 800 | ↗34 400 | ↗35 800 |
| 2000    | 2001    | 2002    | 2003    | 2005    | 2006    | 2007    | 2008    | 2009    |
| ↗55 200 | ↘53 100 | ↘41 876 | ↗41 900 | ↗42 900 | ↗43 442 | ↗44 032 | ↗44 659 | ↗45 612 |
| 2010    | 2011    | 2012    | 2013    | 2014    | 2015    | 2016    | 2017    | 2018    |
| ↘31 018 | ↗31 241 | ↗32 515 | ↗33 426 | ↗34 385 | ↗35 462 | ↗36 114 | ↗36 870 | ↗37 442 |
| 2019    | 2020    | 2021    | 2023    | 2024    | 2025    |         |         |         |
| ↗38 200 | ↗38 649 | ↘36 480 | ↗37 339 | ↗37 999 | ↗38 704 |         |         |         |

На 1 января 2025 года по численности населения город находился на 387-м месте из 1124 городов Российской Федерации.
Согласно прогнозу Минэкономразвития России, численность населения будет составлять:
- 2024 год — 39,69 тыс. чел.
- 2035 год — 41,89 тыс. чел.

Малгобек — четвёртый по численности населённый пункт Ингушетии после Назрани, Сунжи и Карабулака.
Национальный состав
По данным Всероссийских переписей населения 2002 года и 2010 года:
| Год переписи | 2002 год         | 2010 год         |
| ------------ | ---------------- | ---------------- |
| ингуши       | 34 368 (82,07 %) | 27 829 (89,72 %) |
| чеченцы      | 6044 (14,43 %)   | 2038 (6,57 %)    |
| русские      | 1063 (2,54 %)    | 492 (1,59 %)     |
| турки        | 130 (0,31 %)     | 301 (0,97 %)     |
| другие       | 254 (0,61 %)     | 144 (0,46 %)     |
| не указано   | 17 (0,04 %)      | 214 (0,69 %)     |
| всего        | 41 876 (100,0 %) | 31 018 (100,0 %) |

По итогам переписи населения 2020 года проживали следующие национальности (национальности менее 1 % и другое, см. в сноске к строке «Другие»):
| Национальность | Численность, чел. | Доля     |
| -------------- | ----------------- | -------- |
| Ингуши         | 30 444            | 83,46 %  |
| Чеченцы        | 1344              | 3,68 %   |
| Другие         | 4692              | 12,86 %  |
| Итого          | 36 480            | 100,00 % |

## Местное самоуправление
Структуру органов местного самоуправления города Малгобек составляют:
- представительный орган муниципального образования — Городской совет;
- глава муниципального образования — глава города Малгобек;
- исполнительно-распорядительный орган муниципального образования — администрация города Малгобек (местная администрация);
- контрольно-счётный орган муниципального образования.

Председатели собрания депутатов
- с 2009 года по 2013 год — Гантемиров Ераки Аюпович
- с 2013 года по 2016 год — Мамилов Шарпудин Саварбекович
- с 2016 года — Евлоев Усман Сулиманович

Главы администрации
- Цуров Мустафа Туганович (2001—2002)
- Мамилов Туган Алаудинович (2002)
- Алиханов Мухматхан Ахметович (2002—2008)
- Коригов Мухмад Пашаевич (2008—2012)
- Додов Ахмед Мухарбекович (2012—2014)
- Евлоев Мухажир Нурадинович (2014—2016)
- Мамилов Шарпудин Саварбекович (2016—2018)
- Эгиев Сулейман Магометович (2018—2019)
- Галаев Мусса Исаевич (с 2019)

## Промышленность и инфраструктура
- ОАО "РН «Ингушнефть»
- Нефтепровод «Малгобек—Тихорецк»
- Электроподстанция «Малгобек-3» на 110/35/6 кВ[55]

## Транспорт
Три маршрута городского автобуса, обслуживаемые ГУП «Ингушавтотранс». Но автобусы, работающие на этих маршрутах, делают только несколько (1-8) рейсов в день. Подвижной состав: ПАЗ-3205.

## Персоналии
Уроженцы
Родившиеся в Малгобеке:
- Аушев, Мухарбек Измаилович — депутат Государственной думы второго и четвёртого созывов.
- Серебряков, Борис Ефимович — советский серийный маньяк-убийца.
- Шестопалов, Владимир Алексеевич — мэр Пятигорска в 2004—2006 годах.

Герои боёв у Малгобека в 1942—1943 годах
- Автандылян, Темик Аванесович — Герой Советского Союза, за успешное выполнение боевого задания в ходе боёв близ Малгобека в ноябре 1942 года был награждён Орденом Красного Знамени.
- Морковин, Михаил Васильевич — Герой Советского Союза, советский военачальник, осенью-зимой 1942 года, применив военную хитрость, оборонял участок Алханчуртского канала в районе Малгобека.
- Петров, Владимир Яковлевич — Герой Советского Союза, получил звание Героя в том числе и за образцовое выполнение боевых заданий в районе Малгобека в сентябре 1942 года, его именем названа одна из улиц города[56].
- Пыряев, Василий Васильевич — Герой Советского Союза, в сентябре 1942 года будущий Герой отличился в боях у посёлка Красная Горка (на сегодняшний день — на территории городского округа Малгобек).
- Этуш, Владимир Абрамович — советский и российский актёр театра и кино, участвовал в боях в районе Малгобека в 1942 году, с 1995 года — «Почётный гражданин» города Малгобека[57], в 2007 году его именем названа одна из улиц города[58].
- Яровой, Филипп Степанович — Герой Советского Союза, лётчик-ас, погиб в окрестностях Малгобека в сентябре 1942 года.

Прочие
- Левшин, Александр Иванович — нефтяник, Герой Социалистического Труда, работал в Малгобеке.
- Лологаев, Ахмет Бибертович — нефтяник, Герой Социалистического Труда, «Почётный гражданин» города Малгобека, жил и работал в Малгобеке.

## Города-побратимы
- Брест